# Desco von Schulthess

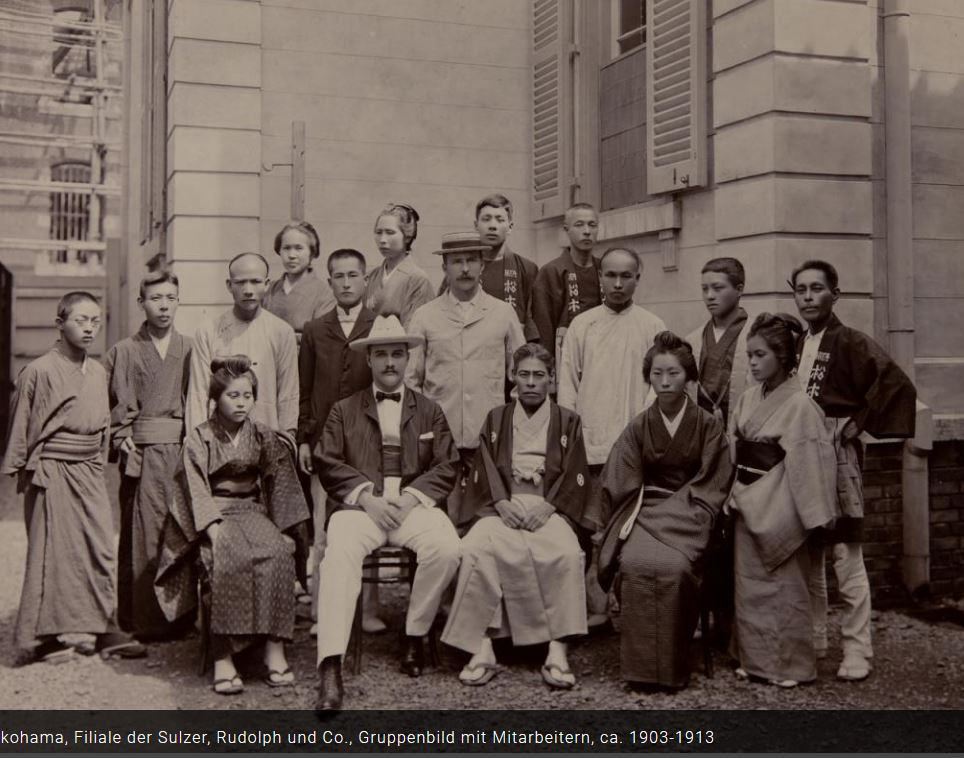
Sulzer, Rudolph & Co., Yokohama, um 1910

Die Desco von Schulthess Holding AG (Akronym von De Schulthess & Co.) mit Sitz in Zürich wurde 1889 als internationale Seidenhandelsfirma mit Schwerpunkt in Asien gegründet.

## Geschichte
Eduard Sulzer-Frizzoni (1862–1922) gründete 1889 in Zürich ein Handelshaus zum Import asiatischer Rohseide. In kurzer Folge wurden Niederlassungen in den Seidenhandelszentren Lyon, Shanghai (ab 1897, Leiter Charles Rudolph, Seideninspektor), Yokohama (ab 1901 mit 12 Mitarbeitern), New York City eröffnet, später auch London, Mailand, Hongkong, Tokio. Sein Bruder Robert Sulzer leitete die Filiale Yokohama bis 1919.
1896 wurde Eduard Rudolph-Schwarzenbach Partner. Das Unternehmen wurde in Sulzer, Rudolph & Co. umbenannt und 1928 in Charles Rudolph & Co. Desco unterhielt Geschäftsbeziehungen zur Seidenspinnerei Tomioka.
Während der Weltwirtschaftskrise wurde Fritz von Schulthess-Page Teilhaber der Firma und 1943 Alleininhaber unter dem Namen de Schulthess & Co., wovon 1950 der Firmenname Desco abgeleitet wurde. Er diversifizierte unter dem Namen Desco von Schulthess & Co. vom Seidenhandel in weitere Gebiete und baute das Handelsgeschäft warenmässig und geographisch aus.
Nach dem Zweiten Weltkrieg wurden mit Uhrenexporten nach Asien, dem Handel mit Tierhaaren und Borsten sowie Vertretungen im Kongo weitere Geschäftsfelder eröffnet.
Neben dem Handel mit Rohstoffen und Dienstleistungen im Bereich Luxusmarken-Marketing vertrat die Desco-Gruppe verschiedene namhafte Marken im Luxusuhren- und Schmuckbereich in allen wichtigen Weltregionen. Seit 1946 repräsentierte Desco als Händler renommierte Schweizer Uhrenfirmen vor allem in fernöstlichen Ländern. 1961 erweiterte Desco dieses Betätigungsfeld mit einer Uhrenfabrik in Saignelégier, die vorwiegend Private-Label-Zeitmesser produzierte.
1975 wurde die Uhrenmarke Maurice Lacroix vom Präsidenten und Delegiertern des Verwaltungsrats, Peter Brunner im jurassischen Saignelégier gegründet. Basis bildete ein zuvor gekaufter Assemblage-Betrieb für die Fertigung von Private-Label-Uhren. Die Desco Luxury Holding AG bildete die Dachgesellschaft des Uhrengeschäftes der Maurice Lacroix Holding AG und der Desco Asia Pacific Holding AG.

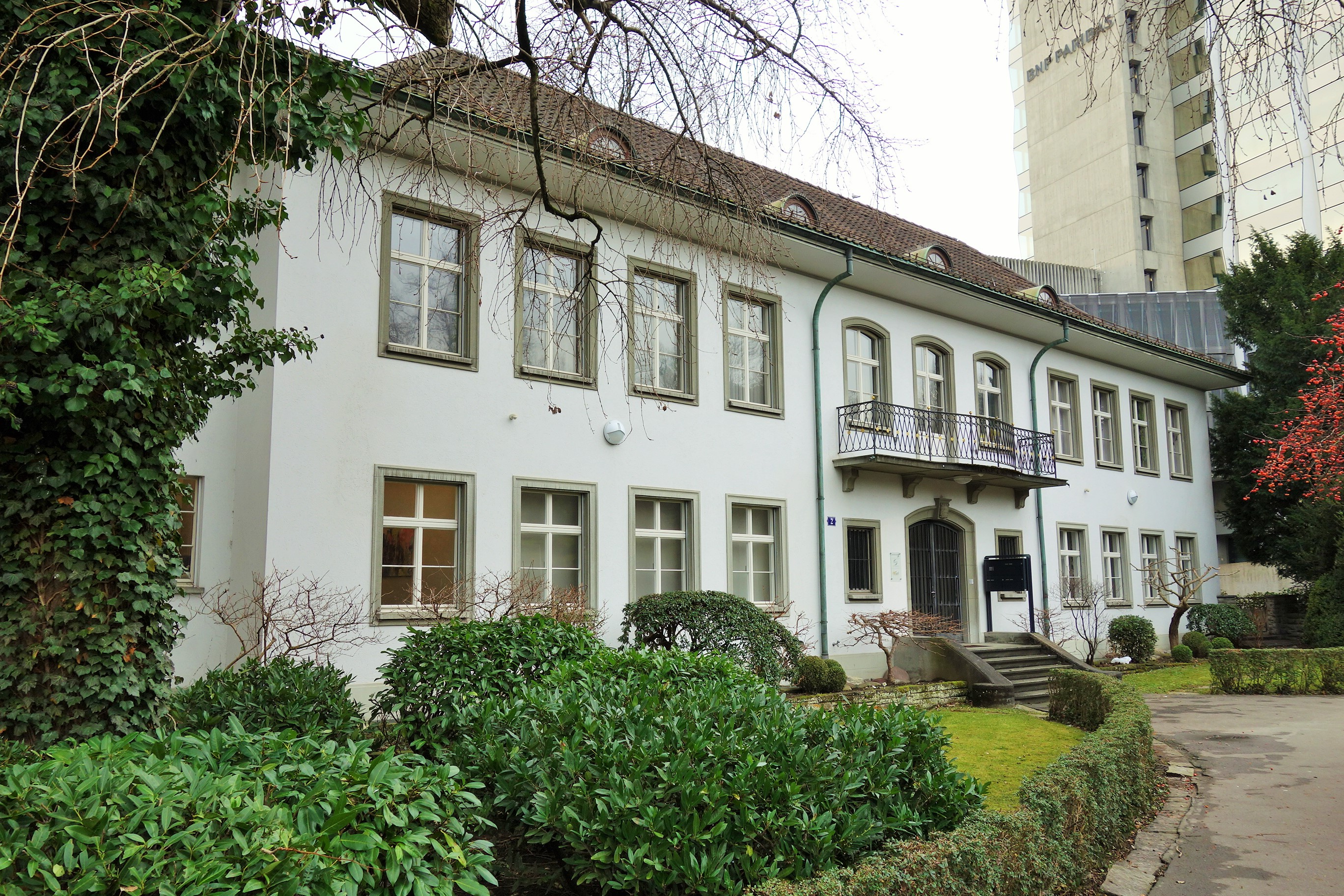
Desco von Schulthess Holding AG, Zürich (2017)

Das Familienunternehmen Desco handelte 1989 mit praktisch allen natürlichen textilen Rohstoffen weltweit, wobei vorrangig mit Seide und mit Ausnahme von Baumwolle. Desco verfügte über breites Netz an Einkaufs- und Verkaufsniederlassungen mit 26 Gesellschaften in 15 Ländern (wichtigste Handelszentren). Geographische Schwerpunkte waren der Ferne Osten und Europa, die mit Niederlassungen in Amerika, Afrika und Australien ergänzt wurden. Weltweit waren 500 Mitarbeiter beschäftigt, davon 350 im reinen Handelsgeschäft. Die Gruppe erzielte 1988 einen Umsatz von 450 Millionen Schweizer Franken.
Desco deckte 25 Prozent des europäischen Seidenbedarfs. Im Investitionsgütergeschäft wurden führende Hersteller in ausgesuchten Märkten in Zentralafrika und China vertreten. Desco übernahm die Brückenfunktion zwischen Produzent und Kunde als spezialisierter Ein- oder Verkäufer. Die Transitfunktion (reine Vermittlung von Warenströmen) oder Welthandelsfunktion (grössere Lagerhaltung an verschiedenen Orten) ermöglichte, die zeitlichen Unterschiede zwischen Produktion und Verkauf zu überbrücken, um dem Produzenten einen raschen Absatz und dem Konsumenten eine regelmässige Versorgung zu sichern.
2008 wurden alle Handelsgeschäfte (Desco Rohstoffe Holding und Desco Asia Pacific Holding) an DKSH verkauft.
Im Jahr 2011 übernahm DKSH die Mehrheitsbeteiligung der Uhrenfirma Maurice Lacroix mit einer Fertigungsstätte im Kanton Jura.
Das Firmenarchiv befindet sich in der Zentralbibliothek Zürich und umfasst 28 Laufmeter.